# District du Palatinat
Le district du Palatinat (en allemand : Regierungsbezirk Pfalz) est un ancien district (1816-1968) de Bavière et puis de Rhénanie-Palatinat. En même-temps le district est jusqu'à ce jour une collectivité territoriale (Bezirksverband, établi en 1852), la seule de sa nature en Rhénanie-Palatinat. 

## Noms historiques et celui actuel
La nomenclature historique était « Cercle du Rhin » (Rheinkreis, entre 1816 et 1838), puis « Palatinat » (Pfalz, entre 1836 et 1945), aussi dit Palatinat rhénan (Rheinpfalz) en distinction du Haut-Palatinat bavarois. Comme collectivité territoriale les noms étaient  « Communauté circulaire du Palatinat » (Kreisgemeinde Pfalz, entre 1852 et 1919), puis simplement « Cercle du Palatinat » (nom identique pour les deux natures des districts, entre 1919 et 1933), et puis « Association du District du Palatinat » (Bezirksverband, depuis 1933).

## Histoire
En 1816 Maximilien Ier Joseph de Bavière reconstitua le Conseil général du département de Mont-Tonnerre comme « Landrat » (conseil territorial) du Cercle du Rhin (Rheinkreis) bavarois, renommé Palatinat en 1838. Le district est, en vertu de la loi « Gesetz, die Landräthe betreffend » du 28 mai 1852 une « Kreisgemeinde » (depuis 1933 Bezirksverband), une collectivité territoriale, c'est-à-dire une personne morale de droit public différente de l'État, investie d'une mission d'intérêt général concernant le district, compris en tant que territoire. À ce titre, il possède une personnalité juridique, des compétences et une liberté d'administration. Selon le modèle du conseil général français, maintenu dans le Palatinat, la législation bavaroise introduisit des « Landräte » (depuis 1954 Bezirkstage [cf. l'homologue alsacien lorrain) pour tous les districts bavarois en 1828, en vertu de la loi « Gesetz vom 15. August 1828, die Einführung der Landräthe betreffend ». Les districts bavarois forment jusqu'à ce jour des collectivités territoriales (depuis 1852, nommées en cette qualité comme Bezirk depuis 1953), et simultanément des entités gouvernementales (nommées en cette qualité comme Regierungsbezirk depuis 1933). 
En 1817 les pères des familles luthériennes ou réformées décidaient par plébiscite de former une église protestante unie du Palatinat, qui gagnait son indépendance ecclésiastique du consistoire supérieur à Munich en 1848. En 1818, le territoire diocésain du diocèse de Spire fut adapté à celui du nouveau district bavarois. Jusqu'à ce jour les circonscriptions des deux établissements publics du culte comportent l'ancien territoire du district, aujourd'hui partagé entre la Rhénanie-Palatinat et la Sarre (land). 
Après la fin de la Première Guerre mondiale, et conformément aux termes du traité de Versailles, les troupes françaises occupèrent le district. Les arrondissements de Hombourg (Sarre) et de Saint-Ingbert dans l'ouest du Palatinat furent séparés du district pour être rattachés au territoire du Bassin de la Sarre nouvellement créé, gouverné par la Société des Nations. Ces deux arrondissements furent fusionnés en 1974 pour former l'arrondissement de Sarre-Palatinat.
En 1923, des troubles séparatistes, dont il est généralement admis qu'ils furent soutenus par la France, éclatèrent dans le reste du Palatinat rhénan dans le but de créer une République palatine, entraînant une violente réaction bavaroise. Le gouvernement militaire français arrêta le président de l'assemblée palatine, Otto Strobel (de), et puis l'expulsa du Palatinat. Le chef de la sécession Franz Josef Heinz fut assassiné à Spire en janvier 1924, tandis que le reste des opposants furent tués à Pirmasens en février 1924 : un traité entre la Bavière, représentée par Michael Bayersdörfer (de), nouveau président de l'assemblée palatine, et la commission interalliée de la Rhénanie (le conseil suprême des forces d'occupation alliées) confirma l'appartenance du Palatinat à la Bavière en février 1924.
Cette union fut finalement dissoute lors de la réorganisation du territoire allemand après la fin de la Seconde Guerre mondiale. Alors que la Bavière proprement dite fit partie de la zone d'occupation américaine, le Palatinat rhénan fut occupé par les Forces françaises. Celles-ci réorganisèrent leur zone d'occupation en créant de nouveaux Länder. Ainsi par l'ordonnance no 57 en date du 30 août 1946 du général Koenig, le Palatinat fut réuni à la Hesse rhénane et à la partie du sud de la Rhénanie prussienne pour former le land de Rhénanie-Palatinat. Entre 1946 et 1949 encore quelques communes palatines furent cédées au nouveau protectorat de la Sarre. Elles, comme celles cédées en 1920, ne s'inscrivent plus dans la collectivité territoriale palatine. 
En 1956, un plébiscite sur le retour du district à la Bavière échoua. De nos jours, la Fondation Bavière-Palatinat (Bayern-Pfalz-Stiftung) préserve la mémoire de cette histoire commune. Le chef-lieu du district du Palatinat était Neustadt an der Weinstraße. Après la fusion du district du Palatinat avec celui de la Hesse rhénane en 1968 le district de la Hesse rhénane et Palatinat exécutait les affaires de la collectivité palatine. Depuis 1994 - en train de l'abolition de l'autre nature des districts rhénans palatins comme organismes du gouvernement du land conclue en 1999 - le district comme collectivité territoriale a établi sa propre administration dans le nouveau chef-lieu de Kaiserslautern, également le siège de l'assemblée délibérante palatine (Bezirkstag Pfalz, autrefois Kreistag [der] Pfalz, entre 1919 et 1933, et avant Landrat [der] Pfalz).

## Les arrondissements associés au district du Palatinat

### Arrondissements
- Bad Dürkheim
- Germersheim
- Kaiserslautern
- Kusel
- Mont-Tonnerre
- Palatinat-Sud-Ouest
- Rhin-Palatinat
- Route-du-Vin-du-Sud

### Villes-arrondissements
- Deux-Ponts
- Frankenthal
- Kaiserslautern
- Landau-en-Palatinat
- Ludwigshafen-sur-le-Rhin
- Neustadt-sur-la-Route-du-Vin
- Pirmasens
- Spire

### Anciens arrondissements (1862-1969)
- Arrondissement de Bergzabern (de)
- Arrondissement de Deux-Ponts (de) (jusqu'en 1972)
- Arrondissement de Frankenthal (de)
- Arrondissement de Germersheim
- Arrondissement d'Hombourg (de) (jusqu'en 1920)
- Arrondissement de Kaiserslautern
- Arrondissement de Kirchheimbolanden (de)
- Arrondissement de Kusel
- Arrondissement de Landau-en-Palatinat (de)
- Arrondissement de Ludwigshafen (de) (à partir de 1886)
- Arrondissement de Neustadt-en-Haardt (de) (après 1936, arrondissement de Neustadt-sur-la-Route-du-Vin (de))
- Arrondissement de Pirmasens
- Arrondissement de Rockenhausen (de)
- Arrondissement de Spire (de)

## Liste des présidents du Bezirkstag
(ceux d'après de la Seconde Guerre mondiale)
| depuis 2004 | Theo Wieder (de), CDU               |
| 1999 à 2004 | Joachim Stöckle (de), CDU           |
| 1997 à 1999 | Dr. Winfried Hirschberger (de), SPD |
| 1979 à 1996 | Dr. Werner Ludwig (de), SPD         |
| 1974 à 1979 | Dr. Wolfgang Brix (de), CDU         |
| 1964 à 1974 | Dr. Werner Ludwig, SPD              |
| 1962 à 1964 | Dr. Friedrich Graß (de), CDU        |
| 1950 à 1962 | Franz Bögler (de), SPD              |